# Bundesautobahn 864
La Bundesautobahn 864, abbreviata anche in A 864, è una breve autostrada tedesca della lunghezza di 6 km che collega l'autostrada A 81 alla città di Donaueschingen. In futuro dovrebbe diventare parte dell'autostrada A 84, in progetto.

## Percorso
| A 864 |           |                      |      |                |                |
| Tipo  | n° uscita | Indicazione          | km   | Corrispondenze | Strada europea |
|       |           | Donaueschingen       | 84,0 |                |                |
|       |           | Dreieck Bad Durrheim | 90,0 |                |                |